# Giochi bolivariani

I cosiddetti "Paesi bolivariani", primi partecipanti ai Giochi

I Giochi bolivariani, il cui nome ufficiale in spagnolo è Juegos Deportivos Bolivarianos, sono un evento multi-sportivo organizzato dalla Organización Deportiva Bolivariana (ODEBO) aperto a tutti gli atleti dei Paesi liberati da Simón Bolívar, alla cui memoria i giochi sono intitolati. Questi Paesi sono Bolivia, Colombia, Ecuador, Panama, Perù e Venezuela.
I giochi hanno cadenza quadriennale e vengono disputati un anno dopo i Giochi olimpici. L'ispirazione per la nascita dei Giochi bolivariani venne al loro ideatore Alberto Nariño Cheyne proprio durante i Giochi di Berlino del 1936. La prima edizione fu organizzata nel 1938 in Colombia.

## Storia
La prima edizione fu ospitata nel 1938 a Bogotà, in Colombia, come parte dei festeggiamenti per i 400 anni di fondazione della città. L'idea fu di Alberto Nariño Cheyne, che allora ricopriva la carica di direttore nazionale dell'educazione fisica, il quale decise di unire tutti i popoli dei Paesi liberati da Simón Bolívar mediante una competizione sportiva. Tre anni più tardi, fu deciso di disputare i giochi ogni quattro anni, alternando le sedi.
Le prime edizioni furono molto distanziate tra di loro; fino al 1960 ne erano state disputate solo tre. Da allora i giochi si tengono regolarmente. L'iniziale predominio peruviano nel medagliere fu scalzato da Colombia e Venezuela, quest'ultimo Paese ha ottenuto il maggior numero di medaglie in tutte le edizioni dal 1961 ad oggi.
A partire dall'edizione del 2013 il campo dei paesi partecipanti è stato allargato includendo Cile, Repubblica Dominicana, El Salvador, Guatemala e Paraguay.

## Edizioni
| Anno      | Edizione | Città ospite                       | Paese     | Periodo                   | Partecipanti | Nazione con più medaglie |
| --------- | -------- | ---------------------------------- | --------- | ------------------------- | ------------ | ------------------------ |
| 1938      | I        | Bogotà                             | Colombia  | 6 – 22 agosto             | 6            | Perù                     |
| 1947-1948 | II       | Lima                               | Perù      | 26 dicembre – 8 gennaio   | 6            | Perù                     |
| 1951      | III      | Caracas                            | Venezuela | 5 – 21 dicembre           | 6            | Perù                     |
| 1961      | IV       | Barranquilla                       | Colombia  | 3 – 16 dicembre           | 5            | Venezuela                |
| 1965      | V        | Quito Guayaquil                    | Ecuador   | dicembre                  | 6            | Venezuela                |
| 1970      | VI       | Maracaibo                          | Venezuela | dicembre                  | 6            | Venezuela                |
| 1973      | VII      | Panama                             | Panama    | dicembre                  | 5            | Venezuela                |
| 1977      | VIII     | La Paz                             | Bolivia   | 15 – 29 ottobre           | 6            | Venezuela                |
| 1981      | IX       | Barquisimeto                       | Venezuela | 4 – 14 dicembre           | 6            | Venezuela                |
| 1985      | X        | Ambato Cuenca Portoviejo           | Ecuador   | 9 – 18 novembre           | 6            | Venezuela                |
| 1989      | XI       | Maracaibo                          | Venezuela | 14 – 25 gennaio           | 6            | Venezuela                |
| 1993      | XII      | Santa Cruz de la Sierra Cochabamba | Bolivia   | 24 aprile – 2 maggio      | 6            | Venezuela                |
| 1997      | XIII     | Arequipa                           | Perù      | 17 – 26 ottobre           | 6            | Venezuela                |
| 2001      | XIV      | Ambato                             | Ecuador   | 7 – 16 settembre          | 6            | Venezuela                |
| 2005      | XV       | Armenia Pereira                    | Colombia  | 12 – 21 agosto            | 6            | Venezuela                |
| 2009      | XVI      | Sucre                              | Bolivia   | 15 – 26 novembre          | 6            | Venezuela                |
| 2013      | XVII     | Trujillo                           | Perù      | 16 - 30 novembre          | 11           | Colombia                 |
| 2017      | XVIII    | Santa Marta                        | Colombia  | 11 -25 novembre           | 11           | Colombia                 |
| 2022      | XIX      | Valledupar                         | Colombia  | 24 giugno - 5 luglio 2022 | 11           | Colombia                 |
| 2024      | XX       | Ayacucho                           | Perù      | N.D.                      | N.D.         |                          |
| 2025      | XXI      | Guayaquil                          | Ecuador   | N.D.                      | N.D.         |                          |

## Sport
- Atletica leggera (dettagli)
- Badminton (dettagli)
- Pallacanestro (dettagli)
- Baseball (dettagli)
- Beach volley (dettagli)
- Biliardo (dettagli)
- Bowling (dettagli)
- Canoa/kayak (dettagli)
- Ciclismo (dettagli)
  -  BMX (dettagli)
  -  Mountain bike (dettagli)
  -  Ciclismo su strada (dettagli)
  -  Ciclismo su pista (dettagli)
- Nuoto (dettagli)
- Equitazione (dettagli)
- Scherma (dettagli)
- Calcio (dettagli)
- Calcio a 5 (dettagli)
- Ginnastica (dettagli)
  -  Ginnastica artistica (dettagli)
  -  Ginnastica ritmica (dettagli)
- Judo (dettagli)
- Karate (dettagli)

- Racquetball (dettagli)
- Canottaggio (dettagli)
- Tiro a segno (dettagli)
- Tiro con l'arco (dettagli)
- Softball (dettagli)
- Pattinaggio di velocità su ghiaccio (dettagli)

- Pugilato (dettagli)
- Squash (dettagli)
- Surf (dettagli)
- Nuoto (dettagli)
- Taekwondo (dettagli)
- Tennis (dettagli)
- Tennistavolo (dettagli)
- Triathlon (dettagli)
- Pallavolo (dettagli)
- Sollevamento pesi (dettagli)
- Wrestling (dettagli)
- Vela (dettagli)

## Medagliere
| #      | Nazione         | Oro  | Argento | Bronzo | Totale |
| ------ | --------------- | ---- | ------- | ------ | ------ |
| 1      | Venezuela       | 1856 | 1487    | 1145   | 4488   |
| 2      | Colombia        | 1399 | 1313    | 1067   | 3779   |
| 3      | Perù            | 592  | 671     | 861    | 2124   |
| 4      | Ecuador         | 401  | 661     | 1010   | 2072   |
| 5      | Panama          | 192  | 190     | 307    | 689    |
| 6      | Bolivia         | 107  | 182     | 418    | 707    |
| 7      | Cile            | 87   | 97      | 150    | 334    |
| 8      | Guatemala       | 38   | 45      | 65     | 148    |
| 9      | Rep. Dominicana | 36   | 33      | 78     | 147    |
| 10     | Paraguay        | 16   | 17      | 21     | 54     |
| 11     | El Salvador     | 9    | 15      | 17     | 41     |
| Totale | Totale          | 4731 | 4702    | 5147   | 14578  |